# Barranc de la Vila (Segarra)
El Barranc de la Vila és un torrent afluent per l'esquerra de la Riera de Sanaüja que realitza tot el seu recorregut pel terme municipal de Biosca i que neix a llevant del Mas de la Vila

## Xarxa hidrogràfica
La seva xarxa hidrogràfica, que també transcorre íntegrament pel terme municipal de Biosca, està constituïda per 17 cursos fluvials la longitud total dels quals suma 16.925 m.

### Afluents destacables
- La Rasa de Montconill